# ريك نيلسن
ريك نيلسن (بالإنجليزية: Rick Nielsen)‏ هو عازف قيثارة وموسيقي وكاتب أغاني أمريكي، ولد في 22 ديسمبر 1948 في روكفورد في الولايات المتحدة.

## وصلات خارجية
- ريك نيلسن على موقع IMDb (الإنجليزية)
- ريك نيلسن على موقع ميوزك برينز (الإنجليزية)
- ريك نيلسن على موقع أول ميوزيك (الإنجليزية)
- ريك نيلسن على موقع ديسكوغز (الإنجليزية)
- ريك نيلسن على موقع قاعدة بيانات الفيلم (الإنجليزية)